# جورج إم. ماكيون
جورج إم. ماكيون (بالإنجليزية: George M. McCune)‏ هو لغوي أمريكي، ولد في 16 يونيو 1908 في بيونغيانغ في كوريا الشمالية، وتوفي في 5 نوفمبر 1948 في بيركيلي في الولايات المتحدة.